# Mėnuo Juodaragis
Mėnuo Juodaragis (с лит. — «Чернорогая луна») — ежегодный балтийский фестиваль постфольклора и альтернативной музыки в Литве. Программа фестиваля включает лекции, семинары, традиционные обряды, художественные выставки, кинопоказы, прогулки, спортивные соревнования и народные танцы. У каждого фестиваля есть главная тема, например, Mėnuo Juodaragis 2012 года был посвящён птицам и истории литовской авиации.